# Districte de Senica
El districte de Senica - (eslovac) Okres Senica - és un dels 79 districtes d'Eslovàquia. Es troba a la regió de Trnava. Té una superfície de 683,54 km², i el 2013 tenia 60.686 habitants. La capital és Senica.

## Demografia
| Godina             | 1994   | 2004   | 2014   | 2024   |
| ------------------ | ------ | ------ | ------ | ------ |
| Nombre de persones | 60.540 | 60.843 | 60.725 | 58.776 |
| Diferència         |        | +0,50% | −0,19% | −3,20% |

| Godina             | 2023   | 2024   |
| ------------------ | ------ | ------ |
| Nombre de persones | 58.980 | 58.776 |
| Diferència         |        | −0,34% |

## Llista de municipis

### Ciutats
- Senica
- Šaštín-Stráže

### Pobles
Bílkove Humence | Borský Mikuláš | Borský Svätý Jur | Cerová | Čáry | Častkov | Dojč | Hlboké | Hradište pod Vrátnom | Jablonica | Koválov | Kuklov | Kúty | Lakšárska Nová Ves | Moravský Svätý Ján | Osuské | Plavecký Peter | Podbranč | Prietrž | Prievaly | Rohov | Rovensko | Rybky | Sekule | Smolinské | Smrdáky | Sobotište | Šajdíkove Humence | Štefanov
1. 1 2  «Počet obyvateľov podľa pohlavia - obce (ročne) [om7102rr_obce=AREAS_SK]».   Statistical Office of the Slovak Republic, 31-03-2025. [Consulta: 31 març 2025].